# Kentaro Moriya
Kentaro Moriya (森谷 賢太郎, Moriya Kentaro) est un footballeur japonais né le 21 septembre 1988 à Yokohama. Il évolue au poste de milieu de terrain.

## Biographie
Il participe à la Ligue des champions d'Asie avec le club du Kawasaki Frontale.[réf. nécessaire] Il atteint les huitièmes de finale de cette compétition en 2014, en étant battu par l'équipe sud-coréenne du FC Séoul.

## Palmarès
- Finaliste de la Coupe du Japon en 2016 avec le Kawasaki Frontale
- Championnat du Japon : 2017